# 1728
| 1728               |
| ------------------ |
| Dødsfald - Fødsler |
| • Begivenheder     |

| Gregoriansk kalender | 1728 MDCCXXVIII         |
| Ab urbe condita      | 2481                    |
| Armensk kalender     | 1177 ԹՎ ՌՃՀԷ            |
| Kinesiske kalender   | 4424 – 4425 丁未 – 戊申 |
| Etiopisk kalender    | 1720 – 1721             |
| Jødisk kalender      | 5488 – 5489             |
| Hindukalendere       |                         |
| - Vikram Samvat      | 1783 – 1784             |
| - Shaka Samvat       | 1650 – 1651             |
| - Kali Yuga          | 4829 – 4830             |
| Iransk kalender      | 1106 – 1107             |
| Islamisk kalender    | 1141 – 1142             |

Konge i Danmark: Frederik 4. 1699-1730
Se også 1728 (tal)

## Begivenheder
- 20. oktober – Københavns brand. 2/5 af byen går til, deriblandt rådhuset, flere kirker og 1700 huse. Cirka 4.000 familier bliver husvilde.

- Kolonien Godthaab grundlægges af Hans Egede i Grønland.

## Født
- 13. februar – John Hunter, kirurg og grundlægger af patologisk anatomi i England, han dør i 1793.
- 7. november – James Cook, britisk opdagelsesrejsende (død 1779).

## Dødsfald
- Jørgen von Grabow, dansk politiker, konferensråd mm. (født 1672).
- 10. marts - Hans Whitte, norsk præst og pædagogisk forfatter (født 1681).